# Мост Куинсборо
Мост Куи́нсборо (англ. Queensboro Bridge), или мост 59-й улицы (англ. 59th Street Bridge) — консольный мост через Ист-Ривер в Нью-Йорке. Проходя через остров Рузвельт, соединяет район Лонг-Айленд-Сити (боро Куинс) с Манхэттеном.
Мост Куинсборо является самым северным из четырёх мостов через Ист-Ривер. Его также называют мостом 59-й улицы, потому что на Манхэттене он соединён с 59-й и 60-й улицами.

## История

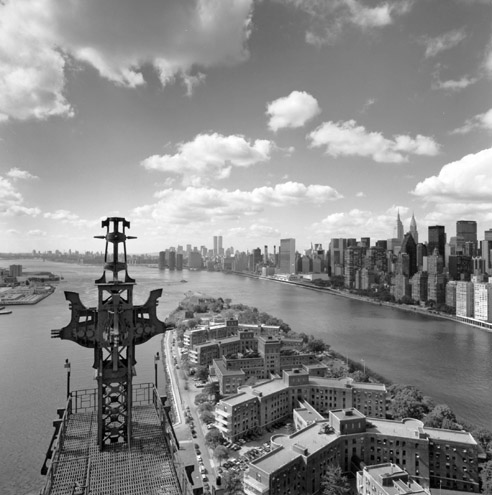
Вид с моста

Серьёзные планы насчёт строительства моста, связывающего Манхэттен с Лонг-Айленд-Сити, впервые появились в 1838 году. Первая попытка финансирования строительства частной компанией была сделана в 1867 году, но их усилия не увенчались успехом, так как в 1890-х компания обанкротилась. В 1903 году было начато проектирование городским департаментом мостов во главе с Густавом Линденталем (он был назначен главой департамента в 1902 году) в сотрудничестве с Леффертом Л. Баком и Генри Хорнбостелем, проектировщиками Вильямсбургского моста.
Вскоре началось строительство, продолжавшееся до 1909 года из-за волнений трудящихся (была даже попытка взорвать один пролёт моста). Мост был открыт 30 марта 1909 года, он обошёлся в 18 млн долларов и унёс 50 жизней. 12 июня было проведено церемониальное торжественное открытие. Тогда мост назывался мостом через остров Блэкуэлл, позднее переименованный в остров Рузвельт. Между 1930 и 1955 годами существовал фуникулёр для транспортировки автомобилей и пассажиров к острову Благосостояния (так остров назывался) и обратно. Фуникулёр был уничтожен в 1970 году. В год столетней годовщины мост был занесён в Национальный реестр исторических мест США.

## Характеристики

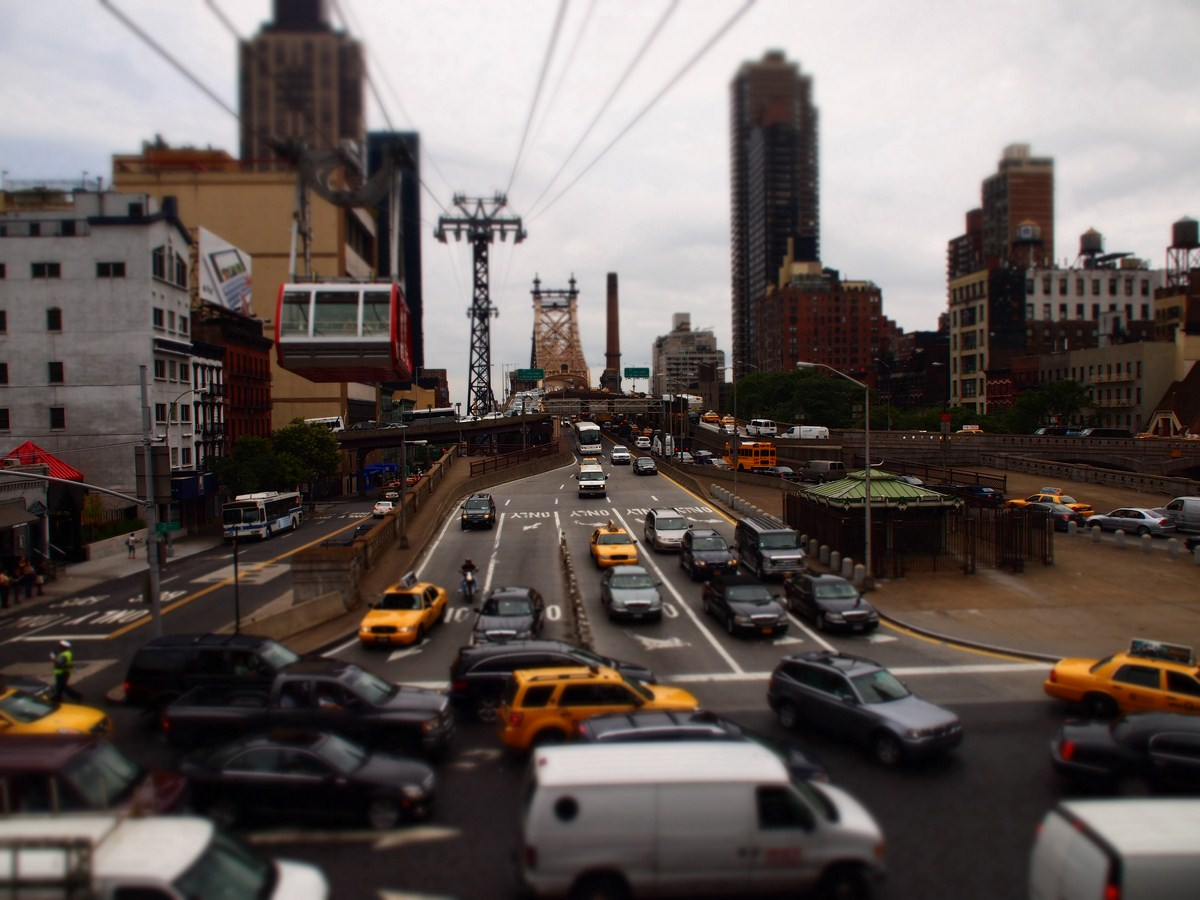
Вид на въезд на мост и на канатную дорогу острова Рузвельт над мостом Куинсборо

Мост Куинсборо — двойной консольный мост, поскольку у него есть два консольных пролёта, по одному на каждый канал с каждой стороны острова Рузвельт. У моста нет промежуточных опор, таким образом, консоль от каждой стороны достигает середины промежутка. Длины его пяти пролётов следующие:
- от Манхэттена к острову — 360 метров (1182 фута)
- над островом — 192 метра (630 футов)
- от острова к Куинсу — 300 метров (984 фута)
- длина бокового пролёта — 143 и 140 метров (469 и 459 футов)
- полная длина между закреплениями — 1135 метров (3724 фута)
- полная длина, включая подходы — 2270 метров (7449 футов)

Промежуток между Манхэттеном и островом Рузвельт был самым длинным консольным пролётом в Северной Америке, пока этот рекорд не был превзойден Квебекским мостом в 1917 году.
У моста два уровня. Первоначально верхний уровень содержал два пешеходных прохода и два пути эстакадной железной дороги, а нижний — 4 полосы автомобильного движения и то, что теперь является «внешним шоссе».
При проезде машин по мосту никакая плата не взимается.

## Мост в наши дни
Первый капитальный ремонт моста начался в 1987 году и продолжается до сих пор[когда?]. На реконструкцию уже затрачено более 300 млн долларов.
Верхний уровень моста имеет четыре полосы автомобильного движения и предоставляет вид на консольную структуру связки моста и нью-йоркского горизонта. Нижний уровень имеет 6 полос: внутренние четыре для автомобилей, внешние две — для автомобильного движения или для пешеходов и велосипедов. Северное внешнее шоссе было преобразовано в постоянную пешеходную и велосипедную дорожку в сентябре 2000 года.
В марте 2009 года нью-йоркская комиссия по мостам спонсировала мероприятия, посвящённые столетию ввода моста в эксплуатацию.
По мосту проходит маршрут ежегодного Нью-Йоркского марафона.